# 魯察瓦市鎮
魯察瓦市鎮，曾是拉脫維亞的一個市鎮，設立於2009年，位於該國西南部。人口1911人，面積448.6平方公里，人口密度約4.3人/km2。
2021年7月1日，魯察瓦市鎮与其它市镇一起合并为南库尔泽梅市镇。